# Molinete (náutica)

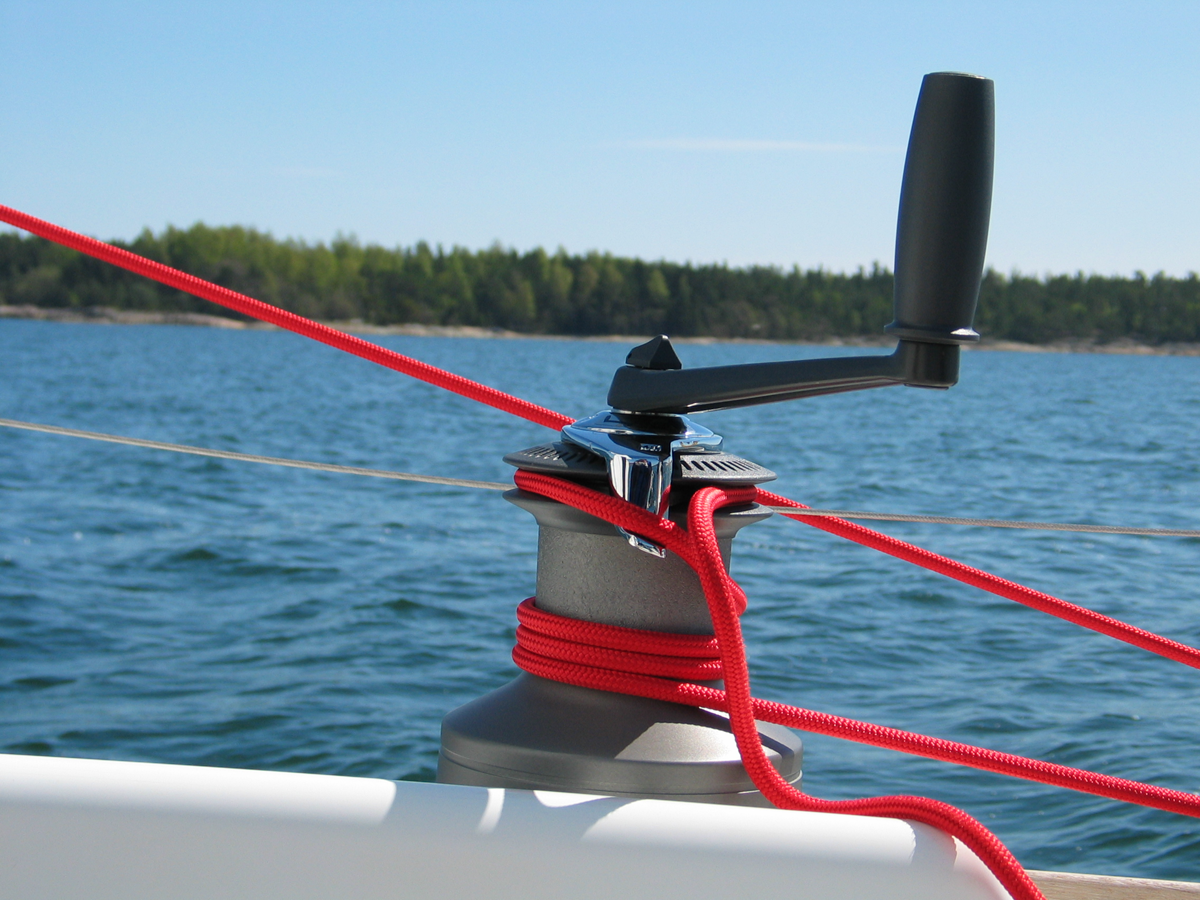
Um molinete automordente num veleiro moderno.

O molinete, também designado guincho, é um aparelho de força utilizado para caçar cabos, composto por um tambor (que roda nos dois sentidos, sendo que num a desmultiplicação é maior que no oposto) e uma manivela. Existem dois tipos de manivela do guincho: as simples e os automordentes; estes últimos mantêm o cabo preso através de um mordedor incorporado no tambor.

## História
O guincho moderno é uma versão reduzida dos cabrestantes dos antigos navios à vela, utilizados para içar as âncoras por exemplo. Com o desenvolvimento da metalurgia os componentes de madeira foram substituídos por metálicos, e o que permitiu a diminuição do seu tamanho, pois um mecanismo menor em metal suportava maiores esforços e carga que um maior em madeira.
Com o advento do vapor e depois do motor de combustão interna, bem como do motor eléctrico, as manivelas foram acoplados a motores, aumentando a sua capacidade, assim permitindo a manobra de maior número de cabos e cargas por tripulações menores.
No iatismo, os primeiros guinchos eram de bronze, e começaram a se popularizar nos veleiros de cruzeiro mais pequenos no final do século XIX. Com a evolução da vela desportiva tornou-se comercialmente viável ao seu fabrico em aço inox em grande escala no anos a seguir à Segunda Guerra Mundial, sendo que hoje quase todas são deste material. A diminuição do tamanho e consumos dos motores eléctricos permitiu, nos anos 80 que estes fosse incorporados nos guinchos de muitos veleiros cruzeiro pela sua comodidade (em embarcações maiores dimensões são também utilizados guinchos accionados por bombas hidráulicas).
Com o aparecimento dos maxis, com maior área vélica e necessidade de maior rapidez nas manobras, surgiu um novo tipo de guincho que pode ser operado por mais do que um tripulante e cuja manivela deixou de estar situada no topo, para passarem a estar colocadas lateralmente; são alcunhadas de moinhos de café.